# Calceolaria dentifolia
Calceolaria dentifolia är en toffelblomsväxtart som beskrevs av Edwin. Calceolaria dentifolia ingår i släktet toffelblommor, och familjen toffelblomsväxter. Inga underarter finns listade i Catalogue of Life.